# Soul Flower
Soul Flower è il sesto album in studio del gruppo musicale femminile statunitense En Vogue, pubblicato nel 2004.

## Tracce
1. Losin' My Mind – 3:13
2. Ez-A-Lee – 3:03
3. Ooh Boy – 3:33
4. All You See – 3:29
5. Dissed Him – 4:29
6. Ooh La La – 3:38
7. I Do Love You (Piece of My Love) – 4:24
8. Stop – 2:51
9. Heaven – 4:01
10. Everyday – 4:16
11. Nearly Lost – 3:12
12. Million Different Ways – 3:29
13. Careful – 3:02
14. How Do I Get Over – 4:06
15. New Day Callin' – 4:11

## Formazione
- Cindy Herron
- Terry Ellis
- Rhona Bennett